# 殷 (五代十国)
殷（943年3月或4月—945年2月或3月），正式国号为大殷，是中国五代十国时期的一个短暫政权，由閩國宗室王延政建立。

## 叛闽建国
唐朝灭亡后，闽国于后梁开平三年（909年）建立。但在开国者王审知于同光三年（925年）去世后，诸子争执不休，导致了闽永隆二年（940年），王审知的儿子之一、当时皇帝闽景宗王延羲之弟建州刺史王延政据闽国西北部的建州叛乱。次年（941年），双方休战，王延羲任王延政为镇安军节度使（不久，王延政改镇安军为镇武军），封富沙王，但兄弟之间仍然彼此防范及发生战争。
永隆五年二月（943年3月9日—4月7日），王延政在建州称帝，国号为“大殷”，年号为“天德”，实行大赦，立张氏为皇后，以节度判官潘承祐为吏部尚书，节度巡官杨思恭为兵部尚书。不久，升潘承祐为同平章事，杨思恭为仆射、录军国事。王延政穿着赭袍处理政事，但在接见将领和邻国使者时，仍然使用藩镇的礼节。

## 领土范围
殷国成立时，面积很小，仅占有今福建省北部，大致相当于今南平市（政和县除外）以及三明市建宁县、泰宁县、将乐县。北邻吴越，东、南邻闽国，西邻南唐。
最初，辖一州（建州）、六县（建安、建阳、昭武、浦城、顺昌和将乐），故王延政被讥为“五县天子”（出自宋代佚名所著《闽伶官戏主延政语》）。王延政称帝后，升将乐县为镛州；升永平镇为龙津县，不久又设镡州，辖龙津县。
944年末—945年初，泉州、漳州、汀州和长乐府（即福州）相继归附王延政，殷国控制原闽国全境。不久，王延政改国号为“闽”（下文详）。

## 作为独立实体的结束
天德二年（944年），王延政的敌人闽景宗被弑，其将朱文进称闽王。泉州散员指挥使留从效担心王延政攻破福州消灭朱文进后祸及自己，杀死朱文进任命的刺史黄绍颇，推宗室王继勳为刺史，投靠王延政。漳州将领程谟闻讯，也杀了朱文进任命的刺史程文纬，推宗室王继成为刺史，也投靠王延政。汀州刺史许文稹也向王延政投降。王延政一举得到三个州，也让前来攻打的南唐军队无功而返。
天德二年闰十二月廿九·丁酉（945年2月14日），朱文进也被南廊承旨林仁翰所弑，其军转而效忠王延政，尊其为主，请他还都长乐府。天德三年正月（945年2月15日－3月16日），王延政改称闽皇帝，结束了作为独立政权存在的殷国，但没有还都长乐府，而是留在大本营建州，只让侄子王继昌镇守长乐府，定长乐府为南都。同年，南唐围建州，闽国前将领李仁达认为王延政已经无暇顾及福州，就于三月初二·戊戌（945年4月16日）发动政变，杀死王继昌，夺取福州自立，并打败了王延政派来的军队。八月廿四·丁亥（10月2日），南唐军攻破建州，王延政被迫投降。随后，泉、漳、汀三州也都向南唐投降。

## 君主
| 肖像 | 庙号 | 谥号     | 姓名   | 在位时间    | 年号                | 皇后   |
| ---- | ---- | -------- | ------ | ----------- | ------------------- | ------ |
|      | 无   | 福恭懿王 | 王延政 | 943年—945年 | 天德（943年—945年） | 张皇后 |

## 官员
- 潘承祐（吏部尚书 → 同平章事）
- 杨思恭（兵部尚书 → 仆射、录军国事）
- 吴成义（统军使）
- 陈敬佺
- 卢进
- 杜进（大将军）
- 张汉卿
- 王继昌（门下侍郎、同平章事）
- 黄仁讽（飞捷指挥使）
- 陈望
- 王继勳（侍中、领泉州刺史）
  - 留从效（泉州都指挥使）
  - 王忠顺（泉州都指挥使）
  - 董思安（泉州都指挥使）
  - 陈洪进（泉州马步行军都校）
  - 张汉思
- 王继成（权漳州事）
  - 程谟
- 许文稹（汀州刺史）
- 林仁翰（南廊承旨）